# Unió dels Treballadors d'Eslovàquia
La Unió dels Treballadors d'Eslovàquia (en eslovac Združenie robotníkov Slovenska, ZRS) va ser un partit polític d'esquerra d'Eslovàquia. Fundat a partir d'una escissió del Partit de l'Esquerra Democràtica el 26 d'abril de 1994, va obtenir un 7.34% dels vots i 13 escons a les eleccions legislatives del mateix any.
Posteriorment, va formar govern de coalició amb els conservadors del HZDS i l'extrema dreta del Partit Nacional Eslovac, aconseguint el Ministeri de Privatització per tal, segons ells, d'evitar les privatitzacions a la indústria del gas, el sector energètic, les telecomunicacions, els bancs i les assegurances. A les eleccions immediatament posteriors, el partit va perdre tota la seva representació amb només l'1.30% dels vots, passant a ser una força extraparlamentària, mantenint-se així fins a la seva definitiva dissolució al 2017.

## Resultats electorals
| Any  | Vots    | %     | Pos. | Escons   | Govern            |
| ---- | ------- | ----- | ---- | -------- | ----------------- |
| 1994 | 211.321 | 7,34% | 6è   | 13 / 150 | Coalició          |
| 1998 | 43.809  | 1,30% | 8è   | 0 / 150  | Extraparlamentari |
| 2002 | 15.755  | 0,54% | 15è  | 0 / 150  | Extraparlamentari |
| 2006 | 6.864   | 0,29% | 13è  | 0 / 150  | Extraparlamentari |
| 2010 | 6.196   | 0,24% | 17è  | 0 / 150  | Extraparlamentari |